# ファッションマネジメント修士（専門職）
ファッションマネジメント修士（専門職）（ファッションマネジメントしゅうし せんもんしょく）とは、ファッションとマネジメントを学び修めたものに対して授与されることのある専門職学位である。
大学院（専門職学位課程）が、これを授与する。

## 学位の認証

### 日本
文化ファッション大学院大学がこの学位を授与している。